# Leptotrochila porri
Leptotrochila porri är en svampart som beskrevs av Arx & Boerema 1963. Leptotrochila porri ingår i släktet Leptotrochila och familjen Dermateaceae.   Inga underarter finns listade i Catalogue of Life.